# News of the World Darts Championship
Die News of the World Darts Championship war eines der ersten großen organisierten Dartturniere, das 1927 begann. Ab 1947 war sie Englands erster nationaler Dart-Wettbewerb, im Laufe der Jahre wurde sie allmählich international und wurde im Wesentlichen zur ersten Dart-Weltmeisterschaft und war bis zu ihrem Ende im Jahr 1990 das am schwersten zu gewinnende Dart-Turnier. Es gab auch eine kurze Wiederbelebung der Veranstaltung in den Jahren 1996/97, aber sie wurde inzwischen eingestellt. Es wurde von der National Darts Association of Great Britain (NDAGB) organisiert.
Bevor das Turnier ins Leben gerufen wurde, gab es in ganz England verschiedene Formen von Darts-Wettbewerben – oft als Freundschaftsspiele zwischen Pubs. Nach dem Ersten Weltkrieg begannen Pub-Brauereien, Dart-Ligen zu veranstalten, die den Grundstein für die Einrichtung eines nationalen Dart-Wettbewerbs legten. Das Turnier zeichnete sich dadurch aus, dass ein 8-Fuß-Oche verwendet wurde und nicht das vorgeschriebene 7-Fuß-9 ¼-Zoll-Oche. Einer dieser Wettbewerbe wurde 1927 in der Hythe Street in Dartford, Kent, ausgetragen. Gesponsert wurde der Wettbewerb von der örtlichen Brauerei C.N Kidd & Sons Ltd.

## Ursprünge
Das Turnier wurde erstmals in der Saison 1927/28 organisiert, und zwar dank der Hilfe der Mitarbeiter der Zeitung News of the World und anderer Freiwilliger, die bei der Organisation des Wettbewerbs mitwirkten. William Jewiss gewann 1927 den Darts-Wanderpokal, der von News of the World und der Brauerei C.N Kidd & Sons in Dartford gesponsert wurde.
An der ersten Veranstaltung, die in der Londoner Metropolregion stattfand, nahmen rund 1.000 Spieler teil. Das Turnier breitete sich dann auf die verschiedenen Grafschaften Englands aus. Bis 1938/39 gab es sechs verschiedene regionale Veranstaltungen – London und Südengland, Wales, Lancashire und Cheshire, Yorkshire, Nordengland und die Midland Counties.
Insgesamt nahmen 1938/39 mehr als 280.000 Personen an dem Wettbewerb teil. Die Meisterschaft in London und Südengland stieß in diesem Jahr auf großes Interesse. Eine Rekordzahl von 14.534 Zuschauern füllte im Mai die Royal Agricultural Hall in London, um das Finale zwischen Jim Pike (Vertreter des Windmill Club, Southwark) und Marmaduke Brecon (Jolly Sailor, Hanworth, Middlesex) zu sehen. Brecon gewann das Turnier mit zwei zu einem Spiel. In den Nachkriegsjahren verzeichnete das Turnier weiterhin 250.000 Teilnehmer.
Allerdings gab es bis nach dem Zweiten Weltkrieg keinen nationalen Meister des Turniers. Es wurde 1947/48 als nationaler Wettbewerb wiederbelebt und wurde bis zu seinem Ende in den 1990er Jahren als „die Meisterschaft, die jeder Dartspieler gewinnen möchte“ bezeichnet. Sie kann auch als erste Dart-Weltmeisterschaft bezeichnet werden, da sie international ausgetragen wurde und Spieler aus verschiedenen Ländern teilnahmen und das Turnier sogar gewannen. Bobby George ist der einzige Spieler, der die Meisterschaft in den 75 Jahren ihres Bestehens ohne ein einziges Leg abzugeben gewonnen hat.

## Untergang
Die News of the World war das erste landesweit im Fernsehen übertragene Dartturnier, da ITV die letzten Runden des Turniers von 1972 bis 1985 und erneut 1987 und 1988 ausstrahlte. Die Austragung 1986 wurde wegen eines Technikerstreiks nicht übertragen.
Nachdem Dartturniere in den 70er- und bis Mitte der 80er-Jahre hinein im Fernsehen übertragen wurden, endete diese Phase auf dem Boden der Tatsachen, und 1989 verschwanden alle Dartwettbewerbe, mit Ausnahme der Weltmeisterschaft, von den Fernsehbildschirmen.
Dieser plötzliche Rückgang in der Fernsehberichterstattung des Darts führte dazu, dass es wenig überraschend keine Fortsetzung der News of the World Meisterschaft nach 1990 gab, wobei die letzten beiden Austragungen bereits nicht mehr im Fernsehen übertragen wurden. 1990 war auch das erste Jahr, in dem getrennte Wettbewerbe für Männer und Frauen ausgetragen wurden.
Der Mangel an Fernsehübertragungen von Dartturnieren hinterließ einige enttäuschte Spieler aufgrund der fehlenden Möglichkeit, ihren Lebensunterhalt mit Darts zu finanzieren. Im Januar 1992 gründeten sie eine Organisation, um ihre eigenen Turniere zu veranstalten (siehe Professional Darts Corporation).

## Gewinner der Turniere

### Männer
Das Turnier wurde von 1927 bis 1939 auf regionaler Basis ausgetragen. Die Nationale Meisterschaft wurde 1947–48 eingeführt. Zu den Gewinnern und Zweitplatzierten gehörten:
| Jahr    | Sieger           | Aus                                    | Ergebnis (legs) | Zweitplatzierter  | Aus                                         |
| ------- | ---------------- | -------------------------------------- | --------------- | ----------------- | ------------------------------------------- |
| 1947–48 | Harry Leadbetter | Windle Labour Club, St Helens          | 2-1             | Tommy Small       | Sth Durham Steel & Iron SC, West Hartlepool |
| 1948–49 | Jackie Boyce     | New Southgate SC                       | 2–1             | Stan Outten       | Dr Johnson, Barkingside                     |
| 1949–50 | Dixie Newberry   | Albert, Hitchin                        | 2-0             | Ronnie Ridley     | King Edward Hotel, Newcastle-u-Tyne         |
| 1950–51 | Harry Perryman   | Home Office SC, Greenford              | 2-0             | Laurie Runchman   | Feathers, Felixstowe                        |
| 1951–52 | Tommy Gibbons    | Ivanhoe WMC, Conisbrough               | 2-0             | Jack Wallace      | Low Seaton BL, Workington                   |
| 1952–53 | Jimmy Carr       | Red Lion, Dipton                       | 2-0             | Ernest Greatbatch | Horse Vaults Hotel, Pontefract              |
| 1953–54 | Oliver James     | Ex-Servicemen’s Club, Onllwyn          | 2-0             | Johnny Bell       | The Sun, Waltham Abbey                      |
| 1954–55 | Tom Reddington   | New Inn, Stonebroom                    | 2-0             | Johnny Bell       | Sun, Waltham Abbey                          |
| 1955–56 | Trevor Peachey   | Black Fox, Thurston                    | 2-0             | Les Campbell      | Boot, Dinas                                 |
| 1956–57 | Alwyn Mullins    | Traveller’s Rest, Tickhill             | 2-0             | Len Baker         | Corporation Hotel, Cardiff                  |
| 1957–58 | Tommy Gibbons    | Ivanhoe WMC, Conisbrough               | 2-0             | Eric Moss         | Railway Tavern, Harleston                   |
| 1958–59 | Albert Welsh     | Horden Hotel, Seaham                   | 2-1             | Frank Whitehead   | White Rose Hotel, Rossington                |
| 1959–60 | Tom Reddington   | George Hotel, Alfreton                 | 2-1             | Dai Jones         | Cambrian Hotel, Aberystwyth                 |
| 1960–61 | Alec Adamson     | Prince of Wales, Hetton-le-Hole        | 2-1             | Eddie Brown       | Magpie, Stonham                             |
| 1961–62 | Eddie Brown      | Magpie, Stonham                        | 2-0             | Dennis Follett    | Cadeleigh Arms, Cadeleigh                   |
| 1962–63 | Robbie Rumney    | Waterloo Hotel, Darlington             | 2-0             | Bill Harding      | Globe Hotel, Aberdare                       |
| 1963–64 | Tom Barrett      | Odco SC, London                        | 2-0             | Ray Hatton        | Flower of the Valley Hotel, Rochdale        |
| 1964–65 | Tom Barrett      | Odco SC, London                        | 2-1             | Norman Fielding   | Station Inn, Swannington                    |
| 1965–66 | Wilf Ellis       | Brookside WMC, Upton                   | 2-1             | Ron Langley       | Arlington SC, Harlow                        |
| 1966–67 | Wally Seaton     | Swan Inn, Parson Drove                 | 2-0             | Brian Quarterman  | Ivy Inn, North Littleton                    |
| 1967–68 | Bill Duddy       | Rose & Thistle, Frimley Green          | 2-0             | Gerry Feeney      | Unicorn Club, Workington                    |
| 1968–69 | Barry Twomlow    | Red Lion, Chesterfield                 | 2-0             | Paul Gosling      | William IV, Truro                           |
| 1969–70 | Henry Barney     | The Pointer Inn, Newchurch             | 2-0             | Alan Cooper       | Plough, Filton                              |
| 1970–71 | Dennis Filkins   | Barrow, Hepburn & Gale SC, Bermondsey  | 2-0             | Derek White       | The Ship Inn, Weymouth                      |
| 1971–72 | Brian Netherton  | Welcome Home Inn, Par                  | 2-0             | Alan Evans        | Ferndale Hotel, Rhondda                     |
| 1972–73 | Ivor Hodgkinson  | Great Northern, Langley Mill           | 2-1             | Ron Church        | Royal Alfred, Shoreditch                    |
| 1973–74 | Peter Chapman    | Bird in Hand, Henley-on-Thames         | 2-1             | Paul Gosling      | Portscatho Club, Truro                      |
| 1974–75 | Derek White      | Belvedere Inn, Weymouth                | 2-1             | Bill Duddy        | Frimley Green Working Mens Club, Camberley  |
| 1975–76 | Bill Lennard     | Cotton Tree Inn, Manchester            | 2-0             | Leighton Rees     | Ynysybwl USC, Pontypridd                    |
| 1976–77 | Mick Norris      | King of Denmark, Ramsgate              | 2-0             | Bob Crosland      | Blackamoor Head, Pontefract                 |
| 1977–78 | Stefan Lord      | Stockholm Super Darts Club, Stockholm  | 2-0             | John Coward       | White Hart BL, Sedbergh                     |
| 1978–79 | Bobby George     | King George V, Ilford                  | 2-0             | Alan Glazier      | George & Dragon, Wetherby                   |
| 1979–80 | Stefan Lord      | Stockholm Super Darts Club, Stockholm  | 2-0             | Dave Whitcombe    | Naval Club, Chatham                         |
| 1980–81 | John Lowe        | Willow Tree, Pilsley                   | 2-0             | Mick Norris       | Earl St Vincent, Ramsgate                   |
| 1981–82 | Roy Morgan       | Wheel o’ Worfield, Worfield            | 2-1             | Jim Hughes        | Parcwern Country Club, Ammanford            |
| 1982–83 | Eric Bristow     | Foaming Quart, Norton Green            | 2-0             | Ralph Flatt       | Old Red House, Carlton Colville             |
| 1983–84 | Eric Bristow     | Foaming Quart, Norton Green            | 2-0             | Ian Robertson     | Bell, Marston Moretaine                     |
| 1984–85 | Dave Lee         | Ivor Arms, Pontllanfraith              | 2-0             | Billy Dunbar      | Woolwich Infant, London                     |
| 1985–86 | Bobby George     | Old Maypole, Hainault                  | 2-0             | Rick Ney          | US Darting Association                      |
| 1986–87 | Mike Gregory     | Stones Cross Hotel, Midsomer Norton    | 2-0             | Peter Evison      | Halcyon/Spikes, Peterborough                |
| 1987–88 | Mike Gregory     | Stones Cross Hotel, Midsomer Norton    | 2-1             | Kevin Spiolek     | Cambridge Squash Club                       |
| 1988–89 | Dave Whitcombe   | Evenhill, Littlebourne Canterbury      | 2-1             | Dennis Priestley  | Horseshoe, Rotherham                        |
| 1989–90 | Paul Cook        | Gorse Hill WMC, Swindon                | 2-0             | Steve Hudson      | Oakworth SC, Keighley                       |
| 1996–97 | Phil Taylor      | Cricketer’s Arms, Newcastle-under-Lyme | 2-0             | Ian White         | Dockside Inn, Runcorn                       |

### Frauen
| Jahr    | Sieger       | Aus                  | Ergebnis (legs) | Zweitplatzierte  | Aus                      |
| ------- | ------------ | -------------------- | --------------- | ---------------- | ------------------------ |
| 1989–90 | Lynne Ormond | George, Alford       |                 | Jane Stubbs      | Roebuck Hotel, Northwich |
| 1996–97 | Linda Jones  | Seven Stars, Chorley | 2–0             | Melanie Saunders | Railway Inn, Abergavenny |

## Veranstaltungsorte
- 1948–1949: Empire Pool (Wembley Arena), Wembley, London
- 1950–1958: Empress Hall, Earls Court, London
- 1959–1962: Empire Pool (Wembley-Arena), Wembley, London
- 1963–1977: Alexandra Palace, London
- 1978–1988: Wembley Arena, Wembley, London
- 1989–1990: Docklands Arena, London
- 1997: Villa Park, Birmingham